# Rota (Gerichtsbezirk)
Der Gerichtsbezirk Rota ist einer der 14 Gerichtsbezirke in der spanischen Provinz Cádiz.
Der Bezirk umfasst die Gemeinde Rota auf einer Fläche von 84,01 km² mit dem Hauptquartier in Rota.